# フウセントウワタ
フウセントウワタとはキョウチクトウ科（クロンキスト体系ではガガイモ科）の植物の一種である。学名は Gomphocarpus physocarpus で、シノニムには Asclepias physocarpa などがある。フウセントウワタにG. fruticosus (L.) W.T.Aiton (syn. Asclepias fruticosa L.) の学名を与えた例が見られるが、G. physocarpus と G. fruticosus はあくまでも別種であり、Gomphocarpus fruticosus (L.) W.T.Aiton forma brasiliensis (E.Fourn.) Briq. が G. physocarpus のシノニムとされる場合が見られる。本記事では G. physocarpus と G. fruticosus の両者を扱うこととする。和名としてはフウセンダマノキという別名も存在する。
南アフリカ原産の多年草であるが、日本では春まき一年草として扱う。花期は6-7月頃であるが、花より風船状の果実の方が鑑賞の対象とされる。

## 名称
英語名は G. physocarpa と G. fruticosus 共にさまざまなものが存在する。まず G. physocarpus には milkweed、swan plant、wild cotton、balloon cotton bush、balloon plant、bindweed、pocket-fruit gomphocarpus といったものがある。一方、G. fruticosus には swan plant、milkweed、wild cotton、Arghel of Syria、balloon cotton、cape cotton、cotton milkbush、duck bush、firesticks、fruticose gomphocarpus、narrow leaf cotton bush、narrow-leaved cotton bush、shrubby milkweed、swan bush といったものがある。左記のうち、milkweed はアメリカ合衆国のみで通用する呼称である。

## 特徴
この節は主に G. fruticosus についての解説である。
直立した細い低木は1-2メートルの高さとなり、葉は対生で芳香のある根を持ち、袋状の果実をつけ、どの部分を傷つけても乳液を出し、種子と吸枝で増える。以下は部位ごとに分けた解説となる。
幹は淡い緑で長さ60-80センチメートル、細く直立し、若いうちは短い綿毛で覆われ、木質化した髄は汁気の多い皮層に囲まれている。
葉はさえない緑で往々にして上面に光沢が見られ、長さ5-12.5センチメートル、幅6-18ミリメートルで先に行くにつれて細くなっていく線状披針形である。
花の色はクリーム色がかった淡い白で、短い管状で5辺の外側および下向きに反り返ったなめらかな裂片があり、5つの袋状の内側に曲がった裂片の花冠は2つの内向きの鉤爪状の歯に行き着く。締まりなくうなだれる散形花序となった3-10個の花が葉と茎の間（葉腋）につく。
果実は薄い壁つきの不規則な卵状の長さ6センチメートルで幅2-2.5センチメートの膨らんだ莢（袋果）が、長く柔らかい剛毛で1センチメートルまで覆われる。細い嘴状になるまで細くなっていき、S字形の茎から基部の中心が上がっていく。内部に関しては、薄い壁つきの袋はいくつもの種子を含んでおり、外壁からは空気のある空間によって遠ざけられている。
種子は茶色で平らかつ卵状であり、長さ約6ミリメートル、幅3ミリメートルで、片側の端には長さ約3センチメートルの白い絹のような毛の房がついている。
根はたくましい根頭が細く芳香のある直根と数本の側生の部分を生み出す形となっている。

## 利用
ケニアのキクユ人はフウセントウワタを「モカンガリジ」（キクユ語: mũkangarithi）と呼び、かつては樹皮の繊維から紐を作り、更にその紐は儀礼において人の首にかける首飾りともされていた。

## 分布
G. fruticosus はもともと南アフリカとエチオピアに生育していたが、園芸植物として他の地域に持ち込まれ、オーストラリアを含む全世界の比較的温暖な地域の大半において野生化した。

## ギャラリー
G. physocarpus

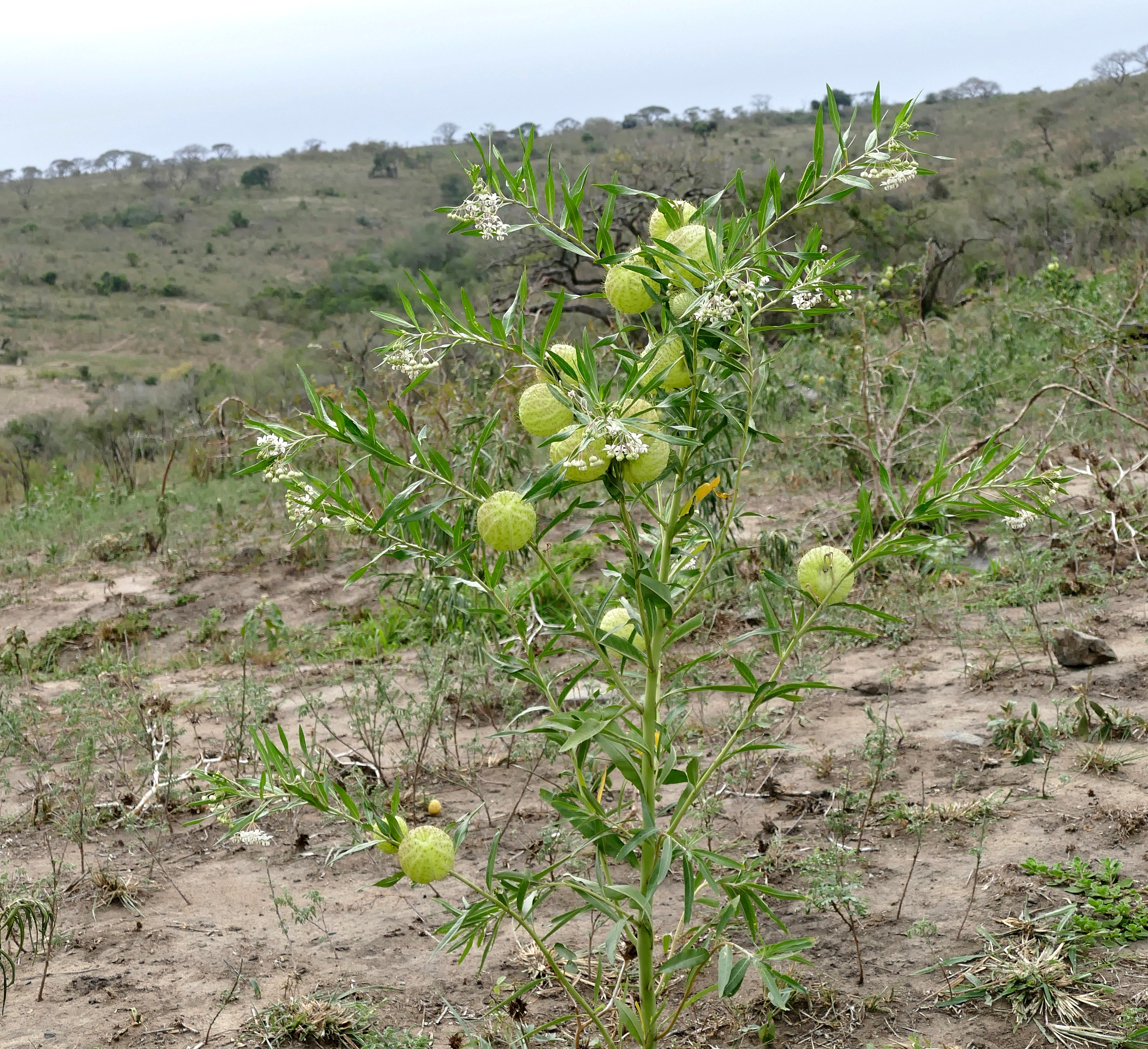
全体
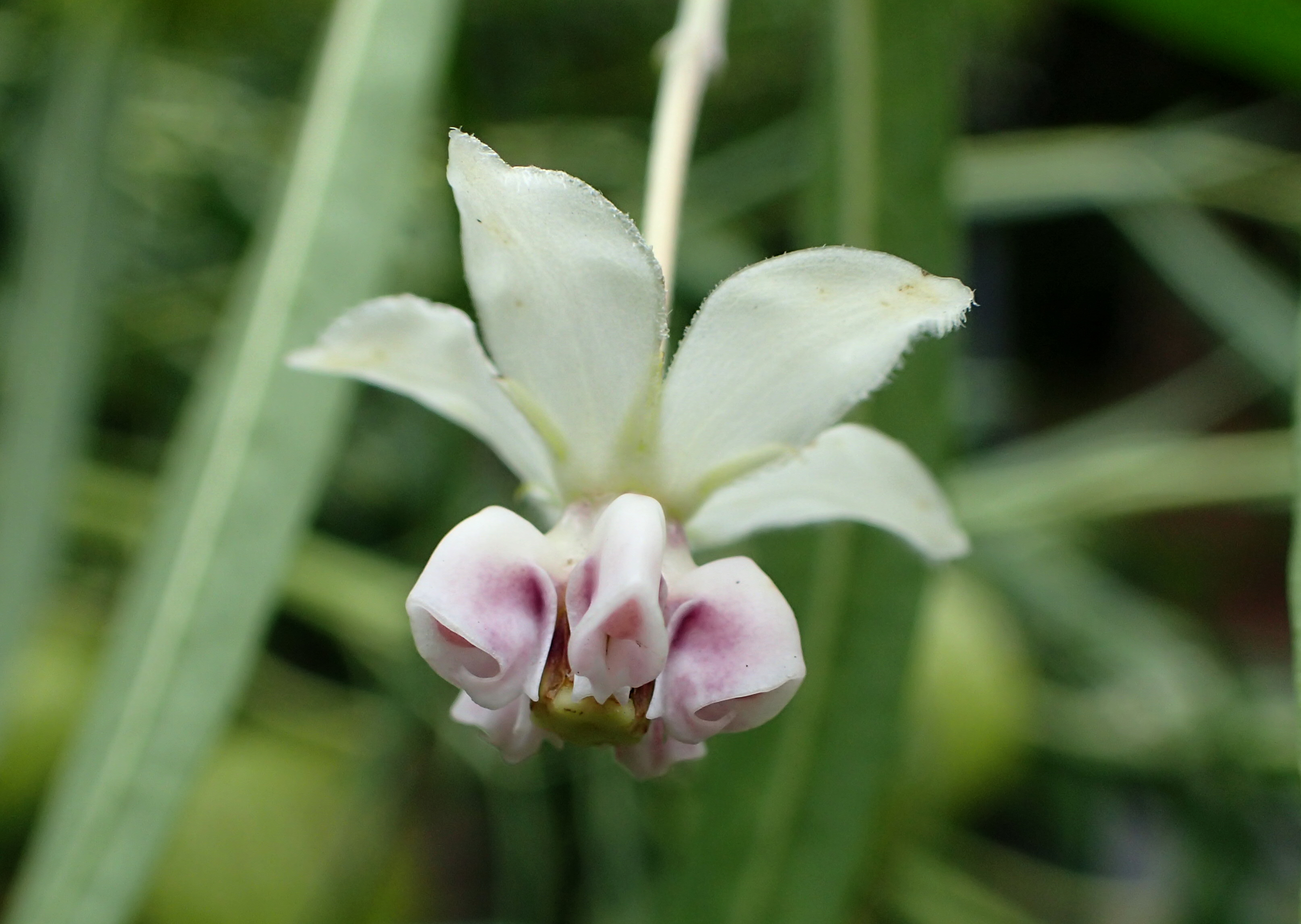
花
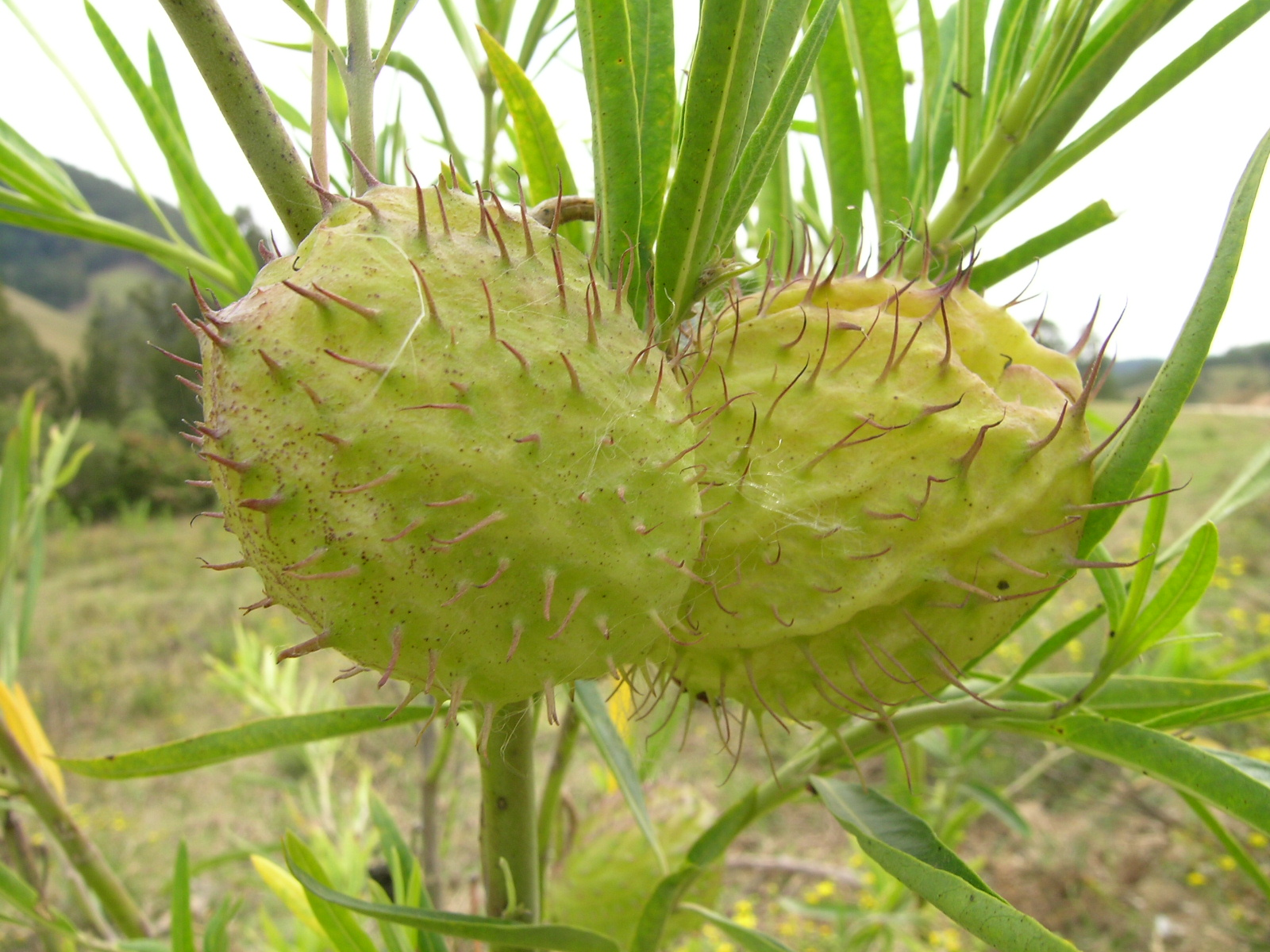
実
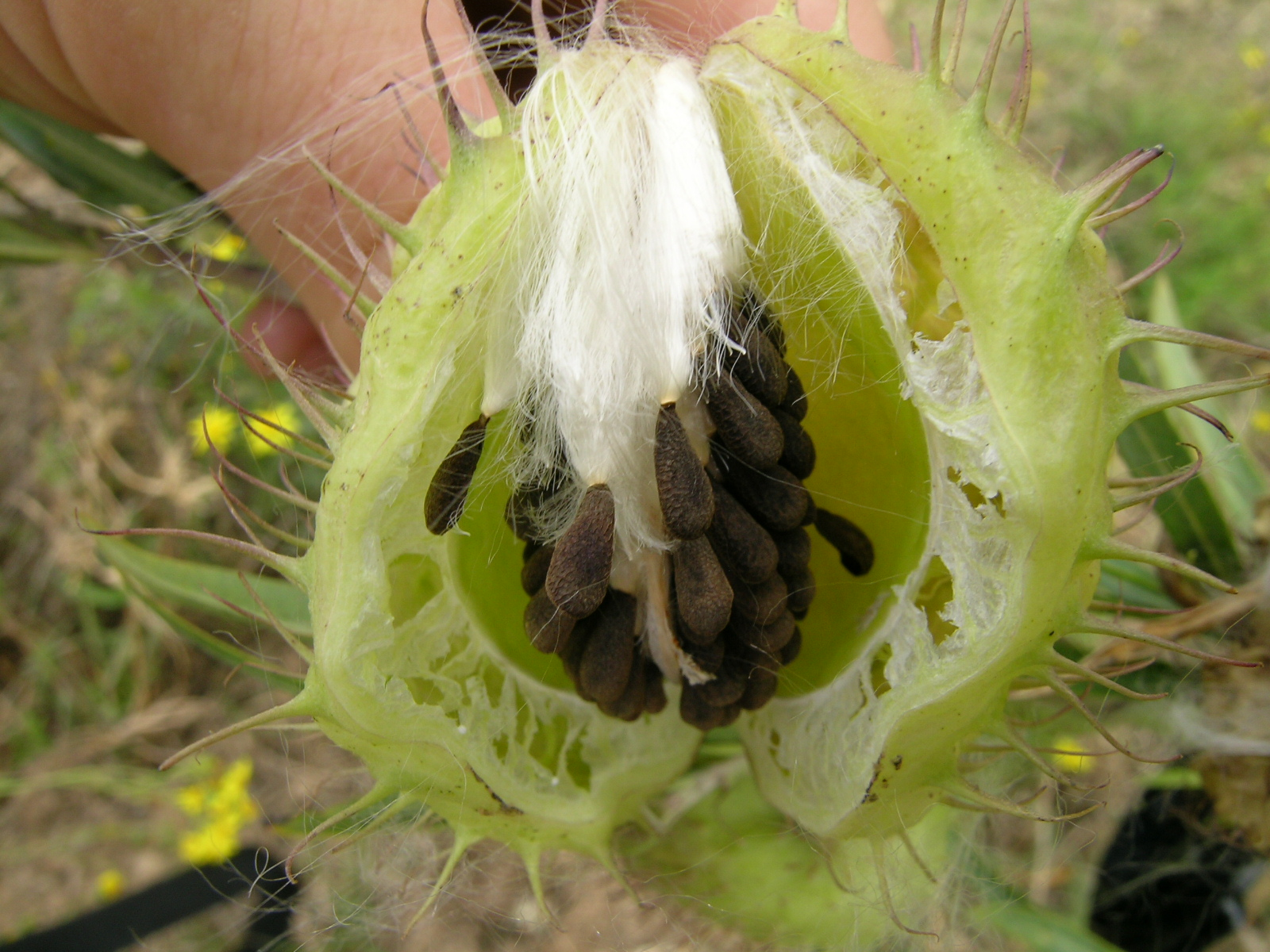
実の中の種子。

G. fruticosus

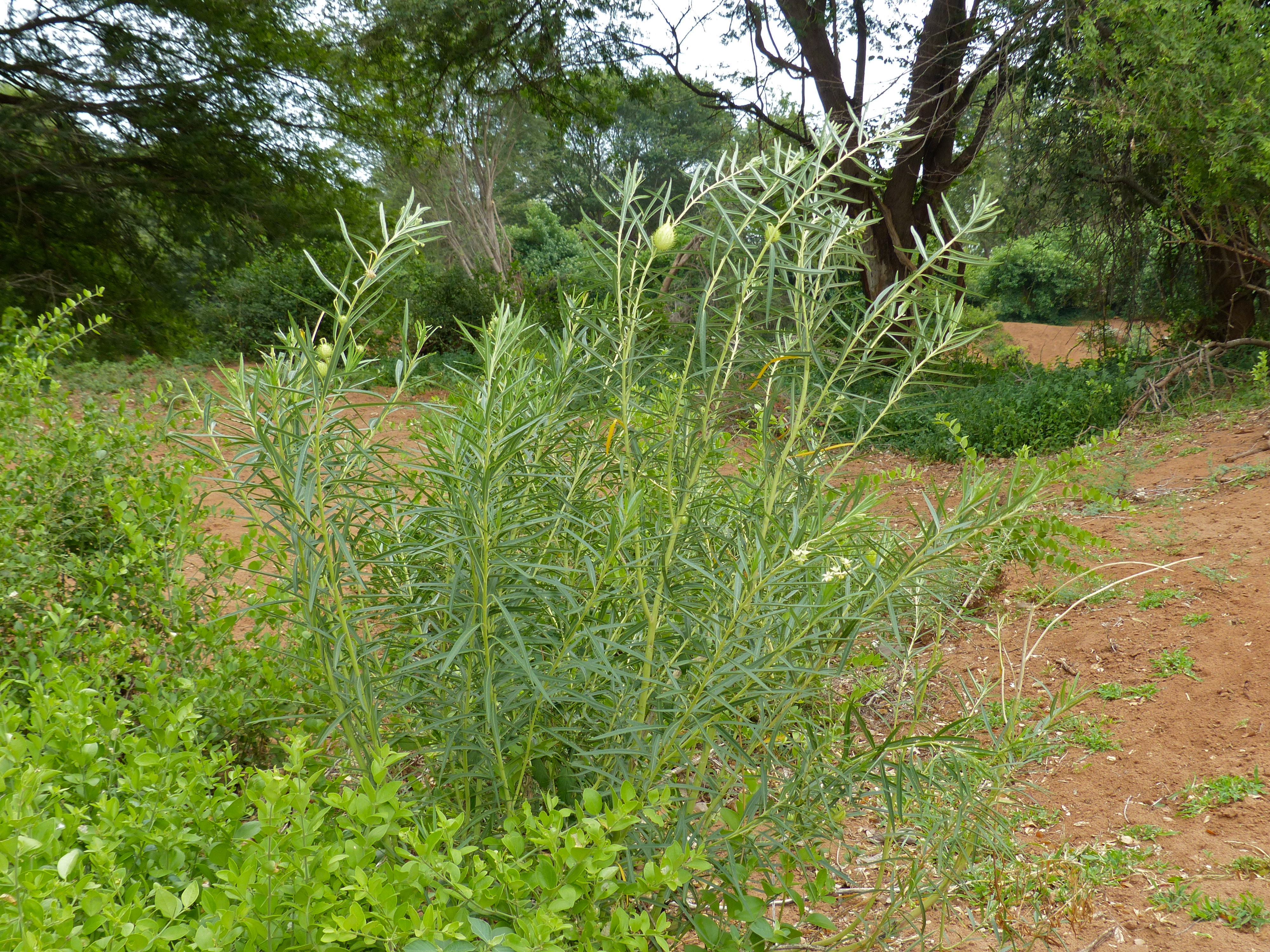
全体
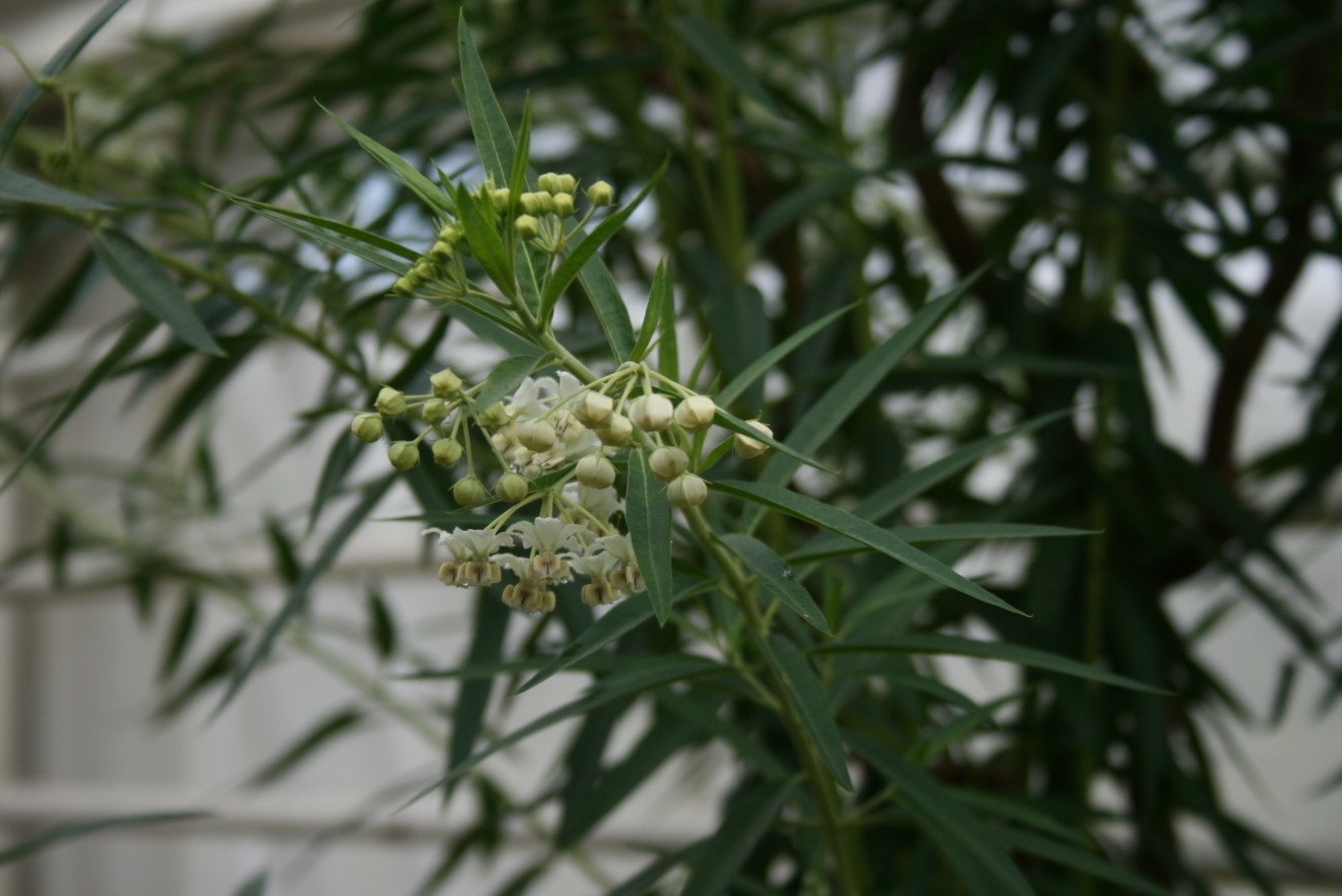
葉、蕾、花
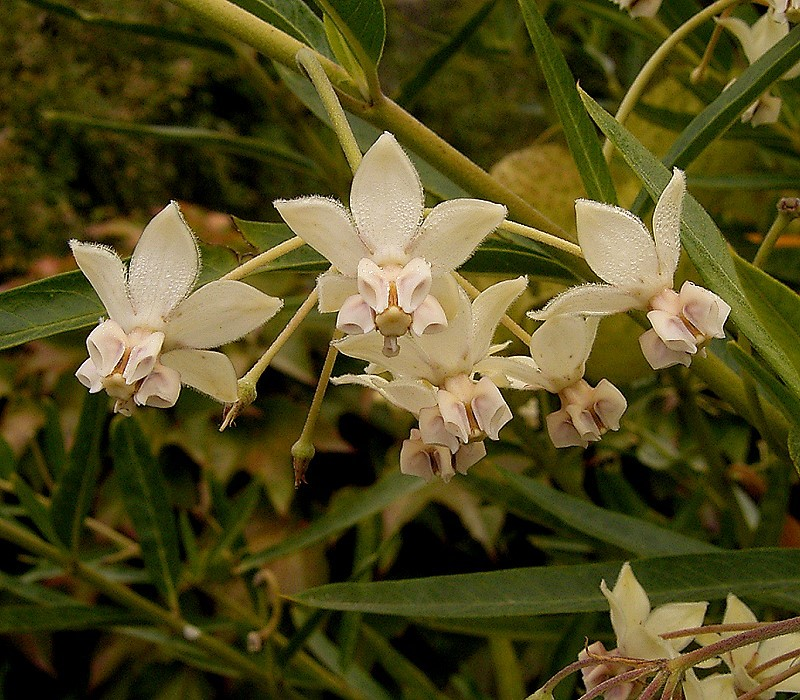
花
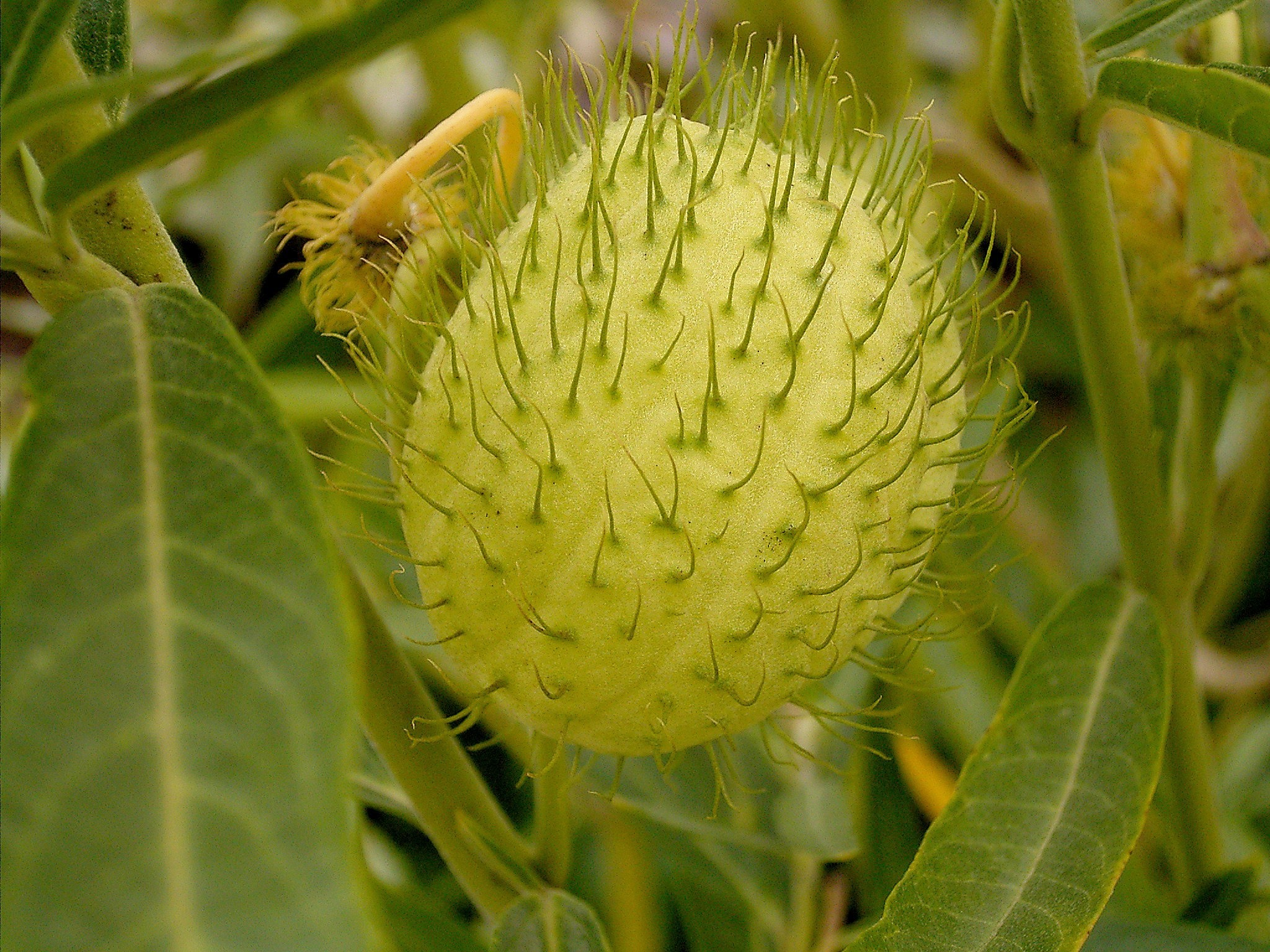
果実
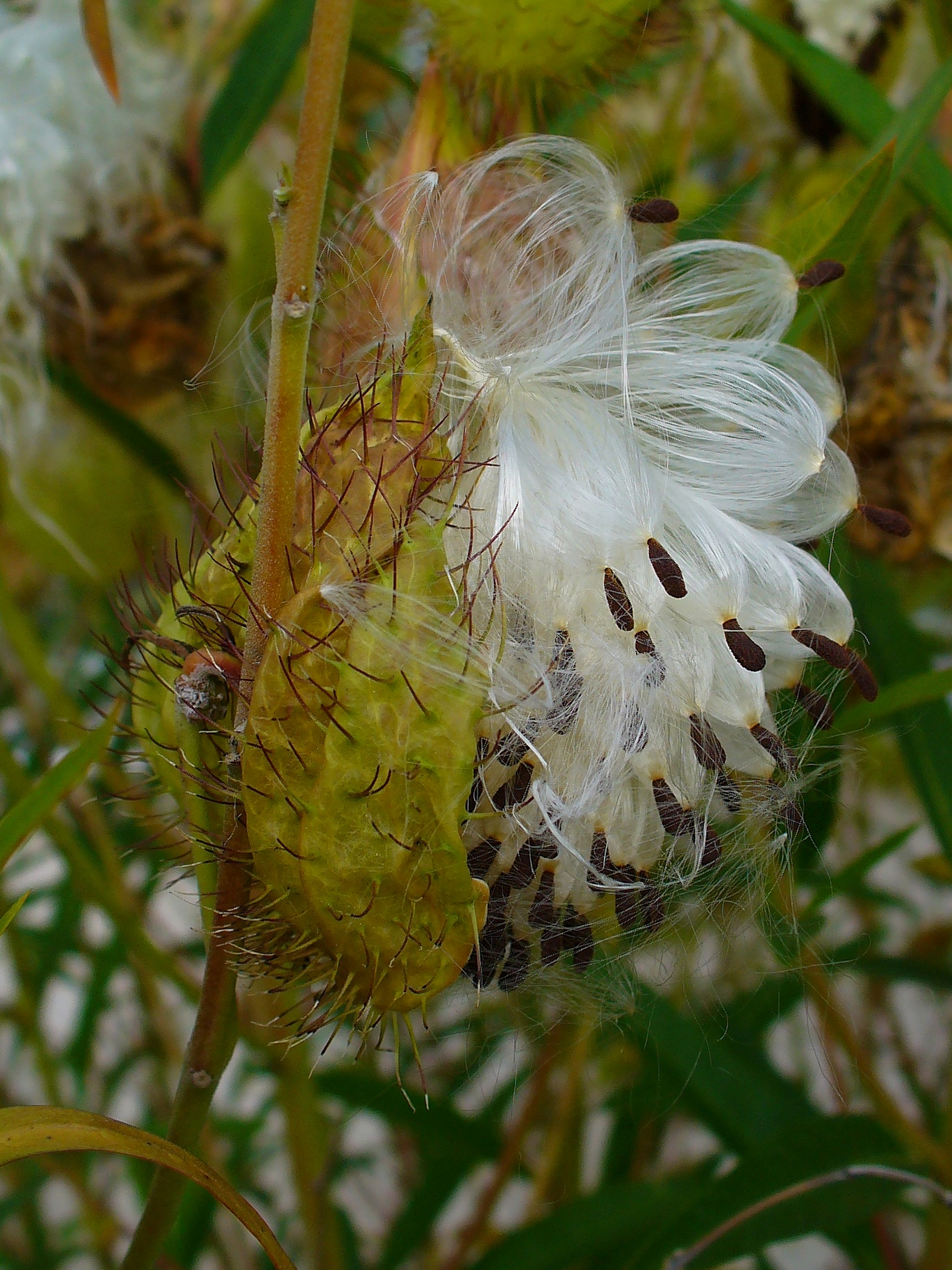
爆ぜた実から種子がのぞく様子。